# Вилоопашата каня
Вилоопашатите кани (Chelictinia riocourii) са вид птици от семейство Ястребови (Accipitridae).
Разпространени са в сухите савани на Сахел и Североизточна Африка, както и части от Йемен. Имат относително слаб клюн, широка глава, заострени крила и характерна раздвоена опашка. Хранят се основно с гущери, главно сцинкови, както и със змии, гризачи и членестоноги.